# Maison McCrae
La maison McCrae, située 108 Water Street à Guelph en Ontario, est la maison natale de John McCrae (1872-1918), médecin militaire, connu comme l'auteur du poème Au champ d'honneur (In Flanders Fields).
La maison, construite en 1858, a été reconnue comme lieu historique national du Canada en 1966. En 1990 elle a été désignée au patrimoine municipal parc na ville de Guelph.
Elle abrite un espace d'exposition sur la vie de John McCrae.

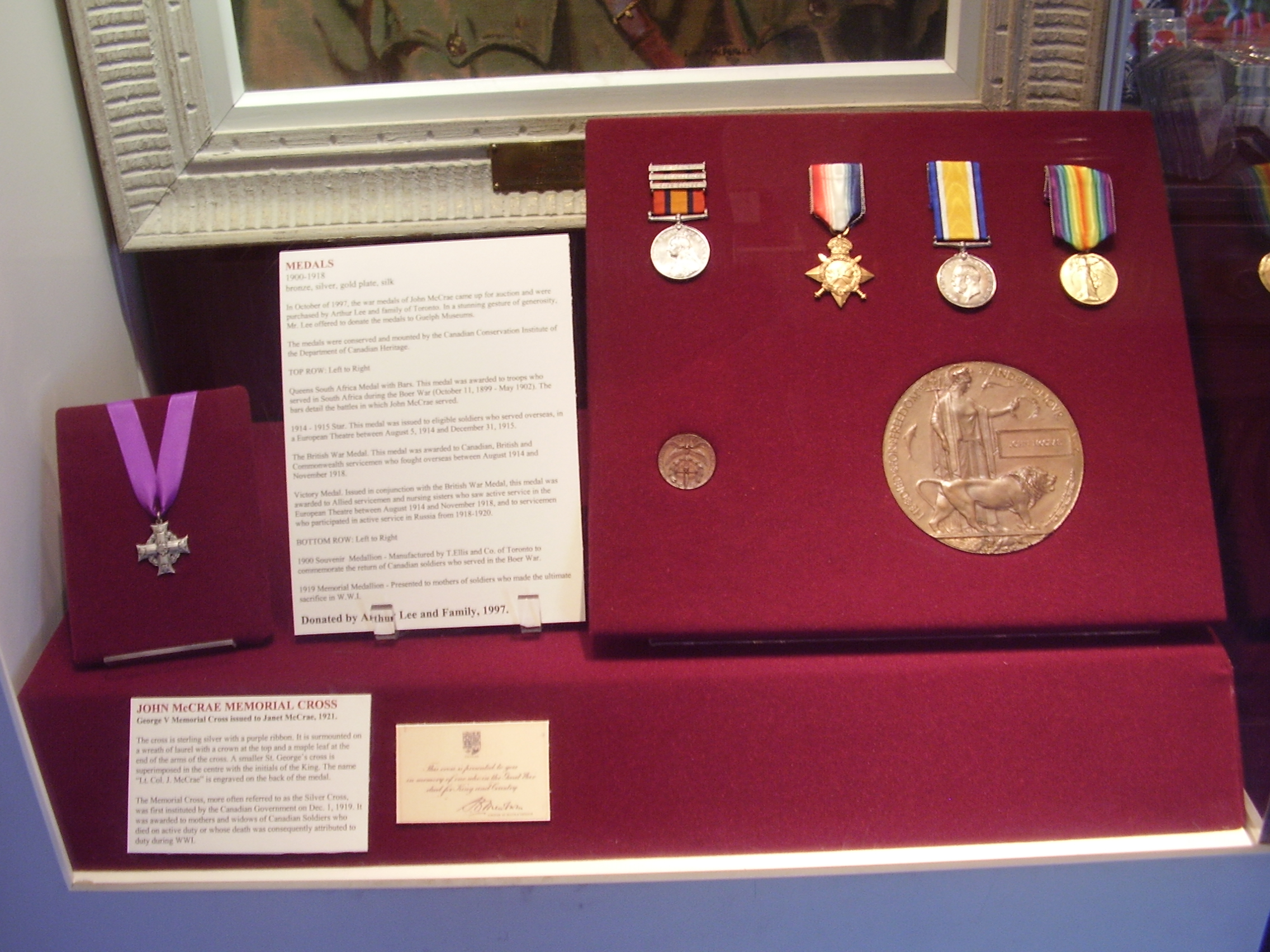
Médailles de John McCrae
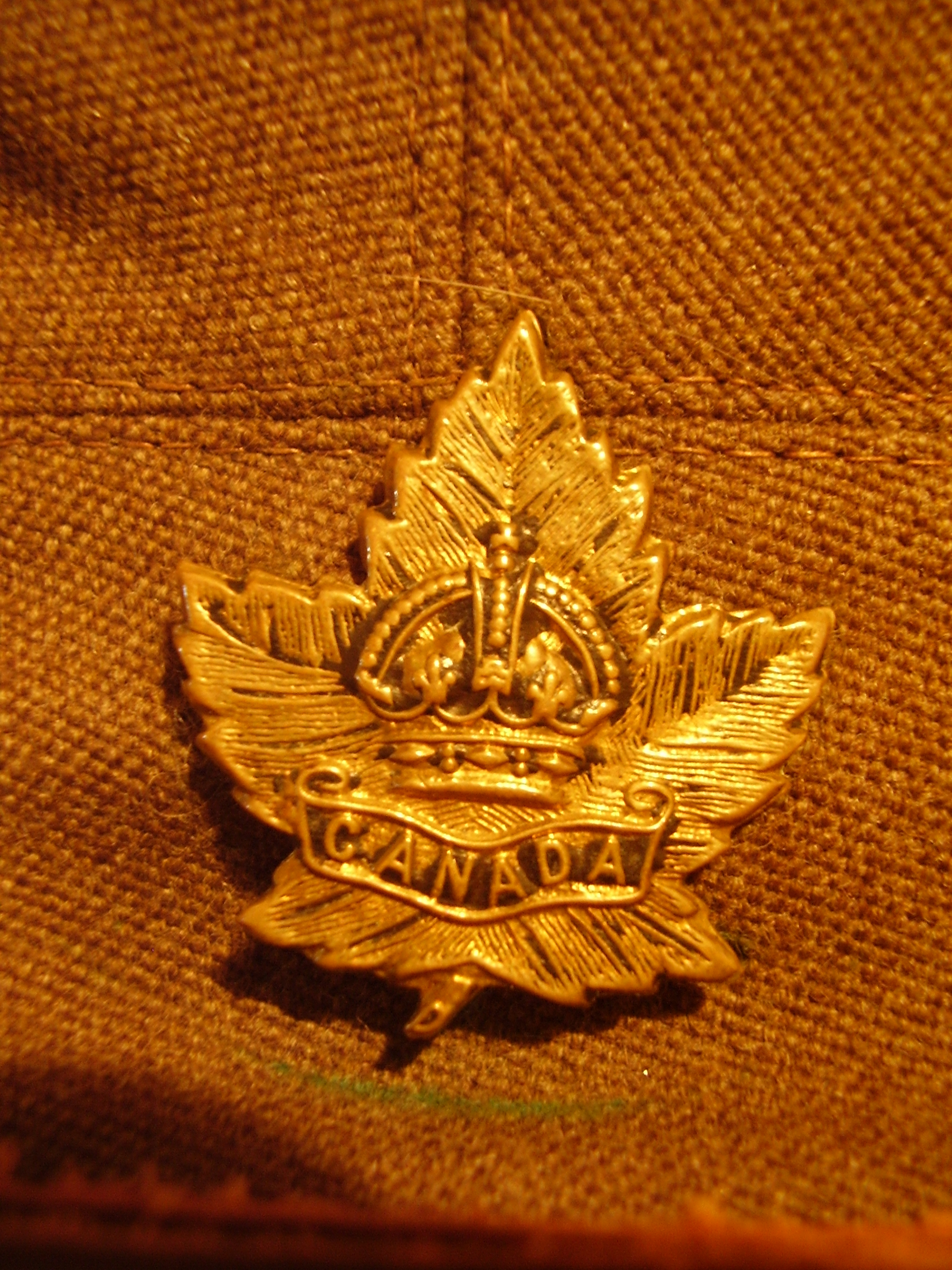
Badge